# King's Point

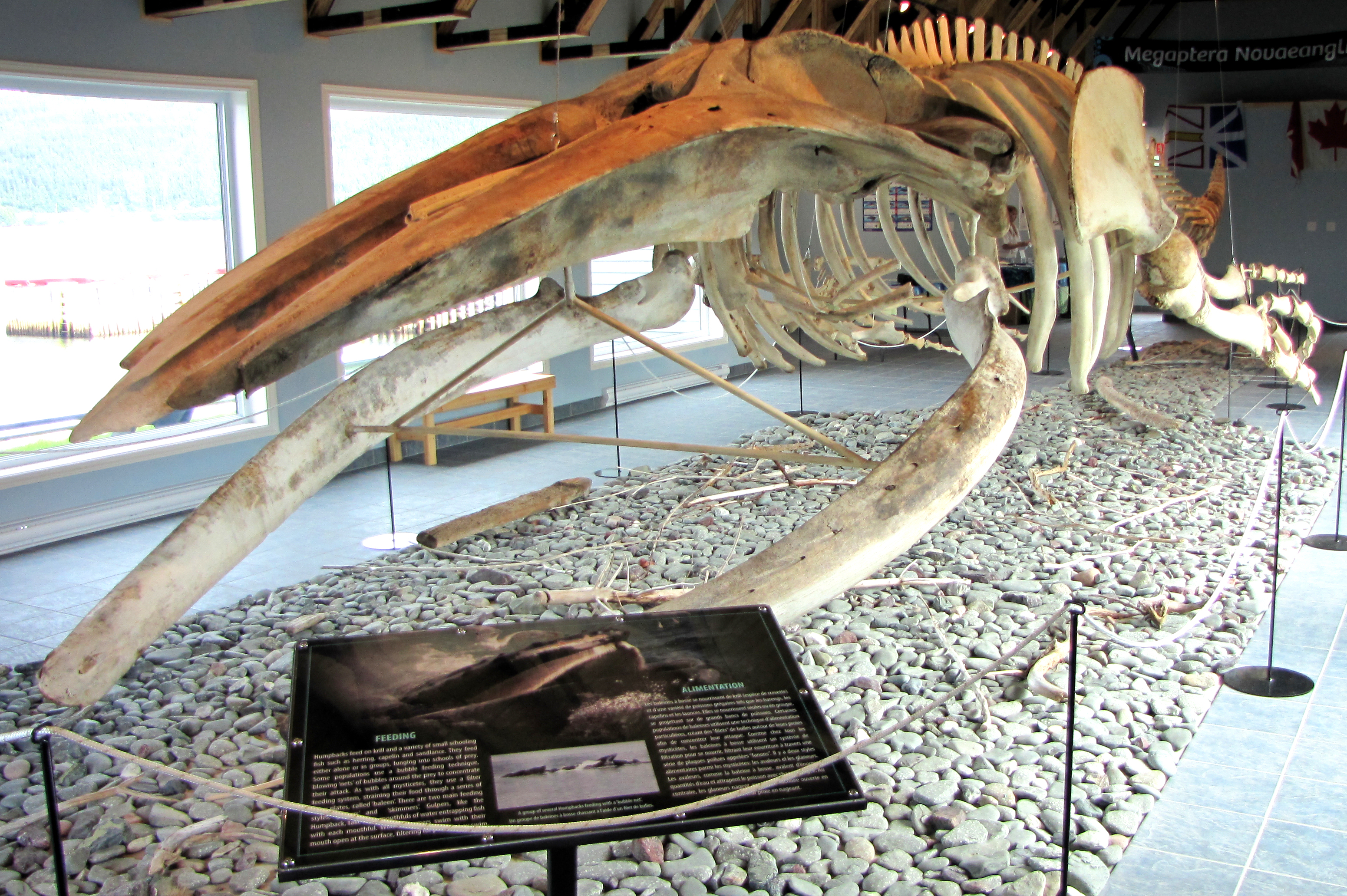
Tentoongesteld skelet van een bultrug in het gemeentemuseum

King's Point is een gemeente (town) in de Canadese provincie Newfoundland en Labrador.

## Geschiedenis
In 1957 werd het dorp een gemeente met de status van local government community (LGC). In 1980 werden LGC's op basis van The Municipalities Act als bestuursvorm afgeschaft. De gemeente werd daarop automatisch een community om een aantal jaren later uiteindelijk een town te worden.

## Geografie
De gemeente ligt in het zuidoosten van het schiereiland Baie Verte aan de noordkust van het eiland Newfoundland. King's Point bevindt zich aan het einde van een ruim 25 km lange zee-inham van Notre Dame Bay.

## Demografie
Demografisch gezien is King's Point, net zoals de meeste kleine dorpen op Newfoundland, aan het krimpen. Tussen 1986 en 2021 daalde de bevolkingsomvang van 923 naar 653. Dat komt neer op een daling van 270 inwoners (-29,3%) in 35 jaar tijd.
| Demografische ontwikkeling van King's Point tussen 1951 en 2021            |
| -------------------------------------------------------------------------- |
|                                                                            |
| Bron: Statistics Canada (1951–1986, 1991–1996, 2001–2006, 2011–2016, 2021) |